# 謙信大樓
謙信大樓是上海市的一座歷史建築，位於黃浦區江西中路138號。該建築曾是祥泰銀行的辦公場所，但因由謙信洋行設計，因此得名謙信大樓。謙信大樓是第三批上海市優秀歷史建築之一。